# The Reatards
The Reatards o simplemente también llamados Reatards fue un grupo de rock estadounidense formado en Memphis, Tennessee, en 1995 y disuelto en 1999 formado por el ya fallecido músico Jay Reatard, en la cual se caracterizaba por tener una voz extremadamente agresiva, también en la cual únicamente sacaron 3 álbumes de estudio en todo lo largo de la carrera del grupo, Hoy en día The Reatards es considerado un grupo de culto en la escena del rock.
Su álbum debut "Teenage Hate" de 1998 actualmente es considerado un álbum de culto y también es un álbum buscado por los seguidores de culto.
El grupo tuvo un pequeño regreso en el 2005 haciendo conciertos en vivo, pero al año siguiente en el 2006 nuevamente hicieron una segunda y última separación, aunque en ese pequeño periodo sacaron su tercer y último álbum de estudio titulado "Not Fucked Enough".
La mezcla de la música de The Reatards consta de varios estilos musicales como el power pop, post-punk, punk blues, rockabilly incluso con sonidos constantes y estruendosos en las voces de Jay Reatard en el noise rock.
Las letras de The Reatards hablan sobre el origen del grupo, agresión, comedia y algunas con temática sexual y distintos temas enfocados en sus 3 únicos álbumes del grupo.

## Integrantes

### Exintegrantes
- Jay Reatard - vocal, guitarra, batería (fallecido en 2010)
- Sean Redd "Albundy" - vocal de apoyo, guitarra
- Ryan Rousseau "Wong" - vocal de apoyo, batería
- Rich Crook - ?

## Discografía

### Álbumes de estudio
- 1998: "Teenage Hate" (Goner Records)
- 1999: "Grown Up, Fucked Up" (Empty Records)
- 2005: "Not Fucked Enough" (Empty Records)

### EPs
- 1998: "Get Out of Our Way"
- 2005: "Plastic Surgery"

### Recopilaciones
- 2004: "Live"